# Louis Ruyter Radcliffe Grote
Louis Ruyter Radcliffe Grote (* 19. April 1886 in Bremen; † 15. März 1960 in Siensbach, Baden) war ein deutscher Internist und Naturheilkundler.

## Leben
Louis Ruyter Radcliffe Grote, Sohn des US-stämmigen Entomologen Augustus Radcliffe Grote, studierte zunächst Kunstwissenschaften, dann Medizin an den Universitäten Freiburg, Rostock, München, Göttingen und Berlin. In Berlin promovierte er 1912 zum Dr. med. 1914 wurde er Assistent an der Medizinischen Universitätsklinik in Halle. Kriegsdienst leistete er als Truppen- und später Lazarettarzt; er wurde mit dem Eisernen Kreuz II. Klasse und dem Bulgarischen Civildienstorden IV. Klasse ausgezeichnet. 1918 habilitierte er sich in Halle, wurde Oberarzt der Medizinischen Universitätsklinik und 1922 zum nichtbeamteten außerordentlichen Professor für Innere Medizin ernannt. 1924 wurde er als Chefarzt des Sanatoriums Weißer Hirsch nach Dresden berufen und von der Lehrtätigkeit in Halle beurlaubt. Ab Herbst 1928 leitete er die Carl-von Noorden-Klinik in Frankfurt am Main, 1933/34 war er in Zwickau Chefarzt am Heinrich Braun Krankenhaus. 1934 wurde Grote, der Spezialist für Naturheilkunde war, leitender Arzt des Rudolf-Heß-Krankenhauses (ehemals Krankenhaus Johannstadt, heute Universitätsklinikum Carl Gustav Carus Dresden) in Dresden. Im März 1945 wurde er wegen „defätistischer Reden“ amtsenthoben. Grote war nicht Mitglied der NSDAP. Allerdings war er 1934 während einer kurzen Tätigkeit am Krankenhaus Zwickau Beisitzer am örtlichen Erbgesundheitsgericht sowie in mindestens sieben Fällen an der Verurteilung von Frauen in Sterilisationsprozessen am Erbgesundheitsobergericht Sachsen involviert, des Weiteren hatte er sich auch an einer Reihe von Verhandlungen beteiligt, die die Unfruchtbarmachung von Häftlingen in der Landesgefangenenanstalt Hoheneck (Medizinalbezirk Chemnitz) zum Gegenstand hatten.
Im Jahr 1939 gehörte er dem Beirat der von Ernst Günther Schenck und Karl Kötschau gegründeten, aber nur kurzfristig bestehenden Wissenschaftlichen Gesellschaft für Naturgemäße Lebens- und Heilweise an. Seit November 1942 war er Beirat der Deutschen Gesellschaft für Konstitutionsforschung. In dieser Zeit versuchte er, Diabetiker durch Röntgenbestrahlung der Hirnanhangdrüse zu heilen; Leberzirrhose behandelte er mit Obstsaft und Rohkost.
Grote wurde 1946 Chefarzt in Wetzlar und war von 1952 bis 1959 Direktor und Chefarzt der Reha-Klinik Glotterbad (später Drehort der Fernsehserie Die Schwarzwaldklinik) im Glottertal im Schwarzwald, wo er physikalisch-diätetische Therapie bei „Rheuma, Kreislaufleiden, Stoffwechsel- und Verdauungskrankheiten“ anbot. Grote war verheiratet und hatte vier Kinder.
Er starb 1960 in Siensbach im Landkreis Emmendingen im Schwarzwald und wurde auf dem Friedhof in Gutach im Breisgau beigesetzt.
Grote war maßgeblich an der Erforschung der Krankheit Diabetes mellitus beteiligt. Seit 1928 gehörte er zur Schriftleitung (Abteilung Innere Medizin, Konstitutions- und Vererbungslehre) der Zeitschrift Hippokrates.

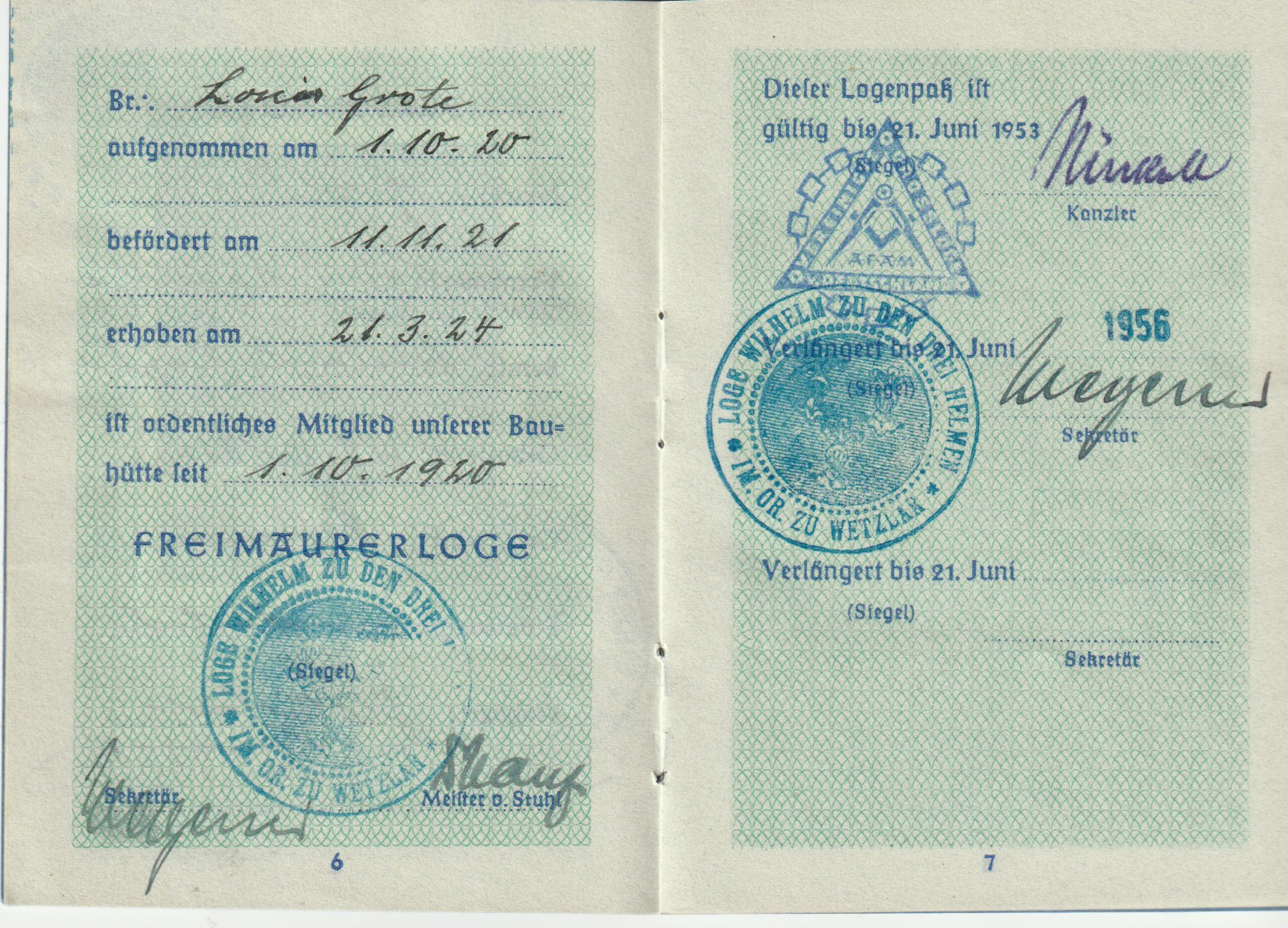
Eintrittsausweis der Freimaurerloge

Am 4. Juni 1957 verlieh ihm Bundespräsident Heuss das Verdienstkreuz 1. Klasse des Verdienstordens der Bundesrepublik Deutschland.

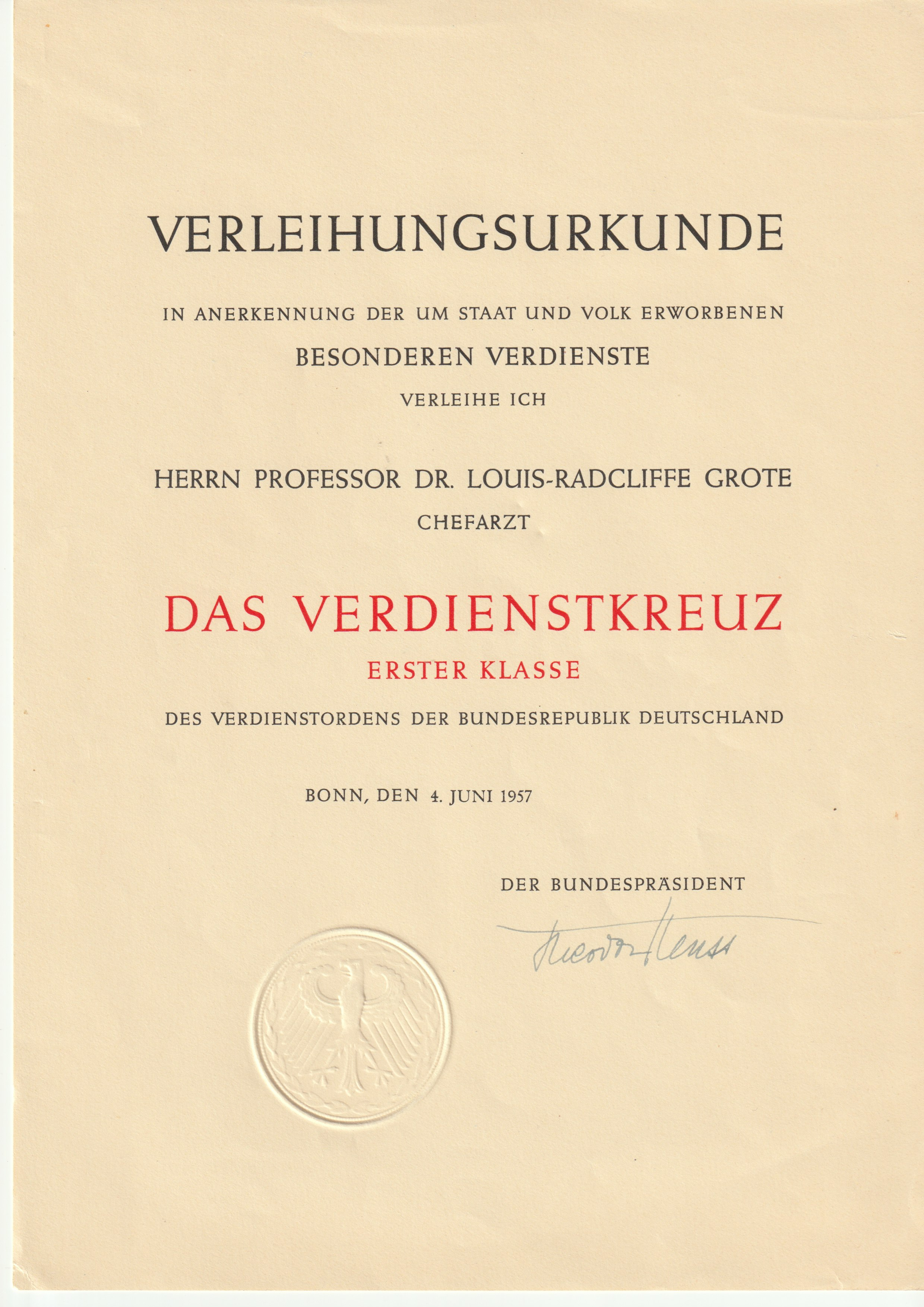

Grote war 1928/29 Gründungspräsident des Rotaryclubs Dresden, 1930/31 Präsident des Rotaryclub Frankfurt am Main.

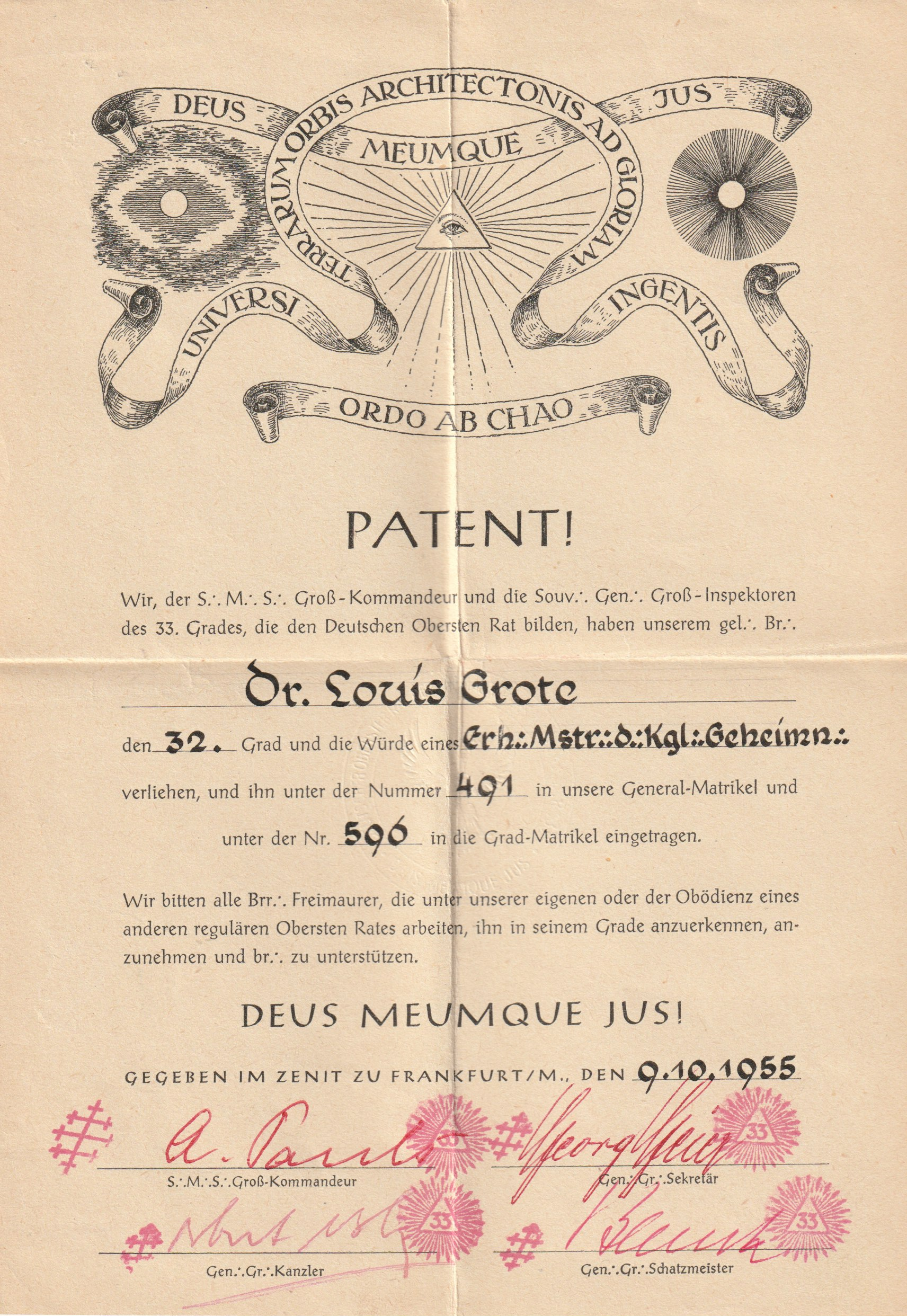

Grote wurde am 1. Oktober 1920 Freimaurer und erhielt am 9. Oktober 1955 das Patent für „den 32. Grad mit der Würde eine Erhabenen Meisters der königlichen Geheimnisse“ verliehen.

## Schriften
- Die Medizin der Gegenwart in Selbstdarstellungen. F. Meiner Verlag, Leipzig 1923 ff.
- mit Alfred Brauchle: Gespräche über Schulmedizin und Naturheilkunde. Mit einem Geleitwort des Reichsärzteführers Gerhard Wagner. Reclam, Leipzig 1935.
- Das Zeitgesetz in Biologie und Pathologie. NS-Gauverlag Weser-Ems, 1942.
- mit Karl Eduard Rothschuh: Der Arzt im Angesicht von Leben, Krankheit und Tod. Hippokrates Verlag, 1961.